# Петропавлівка (Білгород-Дністровський район)
Петропа́влівка — село в Україні, у Білгород-Дністровському районі Одеської області. Адміністративний центр Петропавлівської сільської громади. Населення становить 1120 осіб.

## Історія
Село засноване 1822 року.
17 липня 2020 року, в результаті адміністративно-територіальної реформи та ліквідації Саратського району, село увійшло до складу Білгород-Дністровського району.

## Населення
Згідно з переписом УРСР 1989 року чисельність наявного населення села становила 1217 осіб, з яких 555 чоловіків та 662 жінки.
За переписом населення України 2001 року в селі мешкали 1102 особи.

## Мова
Розподіл населення за рідною мовою за даними перепису 2001 року:
| Мова       | Відсоток |
| ---------- | -------- |
| російська  | 88,57 %  |
| молдовська | 7,77 %   |
| українська | 3,04 %   |
| болгарська | 0,09 %   |
| гагаузька  | 0,09 %   |
| інші       | 0,44 %   |

## Відома особа
У селі народився:
- Андресюк Борис Павлович — український політик, народний депутат України.